# Cyclops salmoneus
Cyclops salmoneus is een eenoogkreeftjessoort uit de familie van de Cyclopidae. De wetenschappelijke naam van de soort is voor het eerst geldig gepubliceerd in 1792 door Fabricius J.C..